# 三个未婚妈妈
《三个未婚妈妈》是一部2012年上映的中国大陆都市剧情片。由江苏星海影视文化发展有限公司、电影频道节目中心、中影星美电影院线有限公司、中国广播艺术团等联合出品，中国电影股份有限公司北京电影发行分公司和中影星美院线联合发行，并由江平执导，车永莉、爱新觉罗·启星、居文沛领衔主演，众多明星在片中友情出演。影片以江苏南通市为背景，讲述了三个未婚妈妈合力抚养一名弃婴的感人事迹。
作为一部关注弃婴现象的社会公益电影，本片于2012年4月5日正式开机，全程在南通取景拍摄，同年4月30日杀青关机。2012年10月26日，影片在中国大陆正式公映。

## 故事大纲
故事以江苏南通为背景，该片通过一名弃婴，讲述了三个都市女性的情感生活。

## 演员表
- 车永莉 饰演 美玲
- 愛新覺羅·啟星 饰演 叶晓萌
- 居文沛 饰演 董阿文
- 苏有朋 饰演 顾东海
- 陈茂林 饰演 萌萌爸
- 郑毓芝 饰演 萌萌妈
- 斯琴高娃 饰演 晓军妈妈
- 厉冰 饰演 晓军妈妈（中年）
- 黄磊 饰演 于所长
- 苏丽 饰演 舒主任
- 朱杰 饰演 助手小朱
- 朱旭 饰演 助手小霍
- 魏一 饰演 小保姆桂花
- 黄小立 饰演 胡同爷爷
- 顾永菲 饰演 胡同牌客
- 徐展 饰演 胡同牌客
- 陶玉玲 饰演 胡同牌客
- 佟大为 饰演 东北的哥
- 文章 饰演 幻觉男友甲
- 陆川 饰演 幻觉男友乙
- 蒲巴甲 饰演 幻觉男友丙
- 沙溢 饰演 幻觉男友丁
- 胡可 饰演 护士
- 张嘉译 饰演 刘二彪
- 颜丙燕 饰演 刘二彪妻子
- 祝希娟 饰演 刘二彪母亲
- 周晓斌 饰演 产妇家属
- 杨幂 饰演 户籍警小马
- 黄奕 饰演 薇薇
- 姜宏波 饰演 周大夫
- 刘佳 饰演 护工
- 翁虹 饰演 护士长
- 张一山 饰演 美玲弟弟
- 秦怡
- 仲星火
- 冯巩
- 巩汉林
- 金珠

## 票房
影片首周三天票房为220万元，至11月4日累计400万元，最终票房为475万元。